# Jennifer Rahim
Jennifer Rahim (sinh năm 1963) là một nhà giáo dục và một nhà văn người Trinidadian. Bà là giảng viên của khoa văn học tại trường Đại học Tây Ấn.

## Viết lách
Rahim đã xuất bản tập thơ đầu tiên của bà - tác phẩm Mothers Are Not the Only Linguists vào năm 1992; tác phẩm này đã nhận được giải thưởng Nhà văn của năm của Hội Nhà văn Trinidad và Tobago. Tuyển tập thơ phát hành năm 2009 của bà Approaching Sabbaths đã nhận được giải thưởng Casa de las Américas vào năm 2010, với hạng mục cuốn sách hay nhất trong thể loại Văn học Caribbean bằng tiếng Anh hoặc tiếng Creole.
Những bài thơ và truyện ngắn của bà đã xuất hiện trên tạp chí The Caribbean Writer. Truyện ngắn của bà cũng được đưa vào tuyển tập Caribbean Voices I. Thơ của bà đã xuất hiện trên một số tạp chí văn học bao gồm Tạp chí Malahat, Tạp chí Trinidad và Tobago, Tạp chí Graham House, Tạp chí Atlanta và Tạp chí Crab Orchard, và các tuyển tập như Sisters of Caliban and Creation Fire. Rahim cũng là đồng biên tập của bộ sưu tập tiểu luận Beyond B Border: Cross Cultureism và Caribbean Canon (2009).
Bà đã giành chiến thắng ở hạng mục tiểu thuyết và tổng giải thưởng OCM Bocas 2018 trong Văn học Caribbean, được trao tại Lễ hội NGC Bocas Lit Fest, cho cuốn sách đã phát hành vào năm 2017 Curfew Chronicles.

## Tác phẩm được chọn
- Between the Fence and the Forest, thơ (2002), ISBN 9781900715270
- Songster and Other Stories, truyện ngắn (2007), ISBN 9781845230487
- Approaching Sabbaths, thơ (2009), ISBN 9781845231156
- Ground Level, thơ (2014), ISBN 9781845232054
- Curfew Chronicles (2017), ISBN 9781845233624

## Giải thưởng được chọn
- 1992: Giải thưởng Nhà văn của Hội Nhà văn Trinidad và Tobago dành cho Mothers Are Not The Only Linguists [7]
- 1993: Giải thưởng Tiếng nói mới cho những đóng góp xuất sắc cho tạp chí Tiếng nói mới
- 1996: Học bổng Nhà văn Bảo hiểm Vùng Vịnh tham dự Học viện Mùa hè Nhà văn Caribbean, Đại học Miami;;
- 2010: Giải thưởng của Casa de las Américas cho tác phẩm Approaching Sabbaths
- 2018: Giải thưởng OCM Bocas cho Văn học Caribbean cho Biên niên sử giới nghiêm.